# Czwarty manekin
Czwarty manekin – spektakl Teatru Telewizji z cyklu Teatru Sensacji „Kobra” z 1971 roku w reż. Stefana Szlachtycza. Ekranizacja powieści Janusza Weycherta pod tym samym tytułem. 

## Fabuła
Grupa dochodzeniowo-śledcza pod kierownictwem kpt. Drozda prowadzi dochodzenie w sprawie włamania do sejfu instytutu-naukowo badawczego. W trakcie dochodzenia okazuje się, że ze względu na charakter działalności palcówki, sprawa ma związek z działaniem obcych służb wywiadowczych. Po żmudnym i pełnym zaskakujących zwrotów śledztwie milicjantom udaje się schwytać agenta obcego wywiadu, który dla zatarcia śladów do włamania użył trzech figurantów-"manekinów": kasiarza, kierowcy taksówki i zaopatrzeniowca. On sam jest tytułowym czwartym "manekinem". 

## Obsada
- Mieczysław Milecki – pułkownik
- Mieczysław Kalenik – kapitan Drozd
- Józef Duriasz – porucznik Wisłocki
- Zbigniew Płoszaj – podporucznik Rękas
- Krystyna Królówna – Ewa, sublokatorka Kasprzyka
- Marek Perepeczko – porucznik Jacek
- Janusz Kłosiński – taksówkarz Bilski
- Henryk Bąk – "Jol"
- Lidia Korsakówna – Ziuta, "nieślubna żona" Bilskiego
- Aleksander Błaszyk – epizod
- Zbigniew Dobrzyński – milicjant
- Aleksander Dzwonkowski – dozorca Jasiecki
- Jerzy Karaszkiewicz – wywiadowca Jóźwiak
- Józef Osławski – porucznik MO
- Marian Rułka – Janusz Szester
- Józef Wieczorek – dyrektor Zakrzewski
- Roman Wilhelmi – zaopatrzeniowiec Kasprzyk

i in. 

## Produkcja
Czwarty manekin był dziełem nietypowym w stosunku do całego cyklu "Kobry". Nad spektaklem pracowała spora ekipa: dwudziestu aktorów i aż siedmiu operatorów – pięciu w studiu, dwóch w plenerze (Aleksander Lipowski i Paweł Minkiewicz). Jego czas trwania wynosił aż 100 min. Jak pisze Sebastian Chosiński w swojej recenzji z 2023, spektakl w niczym nie ustępował nakręconym mniej więcej w tym samym czasie telewizyjnym filmom poświęconym tematyce szpiegowskiej, takim jak: Cześć kapitanie (1967), Zapalniczka (1970), czy Skarb trzech łotrów (1972). 